# رساله روحی انارجانی
بخش دوم رسالهٔ روحی انارجانی بزرگ‌ترین نمونهٔ بازمانده از یکی از گویش‌های زبان پهلوی آذری به‌شمار می‌رود که بین سال‌های ۹۸۵ تا ۹۹۴ هجری تألیف شده‌است. این گویش با زبان آذریِ فهلوی تفاوت‌های فراوان دارد؛ ولی ریشهٔ آن به این زبان کهن بازمی‌گردد.
رسالهٔ روحی انارجانی که به رساله زبان تبریزیان نیز مشهور است، دارای یک پیش‌گفتار، دو بخش و یک پایان‌نامه‌است.